# Heart Medicine
Heart Medicine er en dansk kortfilm fra 2007, der er instrueret af Gregers Heering.

## Handling
Denne artikel mangler et handlingsreferat. Hjælp os med at skrive det.

## Medvirkende
- James Karen - Mac
- Alba Francesca - Lynn
- Laura Christensen - Iben
- Mads Wille - Martin
- Mille Hoffmeyer Lehfeldt - Beate